# Protein ribosome
Protein ribosome (r-protein hoặc rProtein) là bất kỳ protein nào, kết hợp với rRNA, tạo nên các tiểu đơn vị ribosome liên quan đến quá trình dịch mã của tế bào. Phần lớn kiến thức về loại phân tử hữu cơ này đến từ nghiên cứu về ribosome ở E. coli. Tất cả các protein ribosome đều đã được phân lập và nhiều kháng thể đặc hiệu đã được tạo ra. Chúng, cùng với kính hiển vi điện tử và sử dụng các chất phản ứng nhất định, đã cho phép xác định bản đồ của các protein trong ribosome của E. coli, các vi khuẩn khác và vi sinh vật cổ với tiểu đơn vị 30S nhỏ và tiểu đơn vị 50S lớn; trong khi ở người và nấm men lại có tiểu đơn vị 40S nhỏ và tiểu đơn vị 60S lớn. Các tiểu đơn vị tương đương thường được đánh số khác nhau giữa vi khuẩn, vi sinh vật cổ, nấm men và con người. Mới đây hơn, một bức ảnh cận-nguyên tử gần hoàn thiện của các protein ribosome đang được đưa ra từ dữ liệu cryo-EM với độ phân giải cao mới nhất (bao gồm PDB ID: 5AFI).

## Tính bảo thủ của protein ribosome
Protein ribosome là một trong những protein có tính bảo thủ cao nhất trong tất cả các dạng sống. Trong số 40 protein được tìm thấy trong các tiểu đơn vị ribosome nhỏ khác nhau, 15 tiểu đơn vị được bảo tồn phổ biến trên các sinh vật nhân chuẩn và sinh vật nhân sơ. Tuy nhiên, 7 tiểu đơn vị chỉ được tìm thấy trong vi khuẩn (S21, S6, S16, S18, S20, S21, và THX), trong khi 17 tiểu đơn vị chỉ được tìm thấy trong vi sinh vật cổ và sinh vật nhân chuẩn. Thông thường thì có 22 protein được tìm thấy trong các tiểu đơn vị 30S của vi khuẩn và 32 trong nấm men, con người và hầu hết các loài sinh vật nhân chuẩn khác. 27 (trong số 32) protein của các protein tiểu đơn vị ribosome nhân chuẩn nhỏ cũng có mặt ở vi sinh vật cổ (không có tiểu đơn vị ribosome nào là chỉ tìm thấy ở vi sinh vật cổ), khẳng định ằng chúng có mối quan hệ chặt chẽ hơn với sinh vật nhân chuẩn so với vi khuẩn.
Xét đến các tiểu phần ribosome lớn, 18 protein là phổ biến, tức là được tìm thấy trong cả vi khuẩn, sinh vật nhân chuẩn và vi sinh vật cổ. 14 protein chỉ được tìm thấy trong vi khuẩn, trong khi 27 protein chỉ được tìm thấy trong các vi sinh vật cổ và sinh vật nhân chuẩn. Một lần nữa, vi sinh vật cổ không có protein độc nhất cho chúng.

## Tính thiết yếu
Mặc dù có mức độ bảo thủ cao trong hàng tỷ năm tiến hóa, sự vắng mặt của một số protein ribosome ở một số loài nhất định cho thấy các tiểu đơn vị ribosome đã được thêm vào và mất đi trong quá trình tiến hóa. Điều này cũng được phản ánh bởi thực tế là một số protein ribosome dường như không quá quan trọng khi bị mất đi. Ví dụ, ở E. coli, 9 protein ribosome (L15, L21, L24, L27, L29, L30, L34, S9 và S17) là không cần thiết cho sự sống nếu bị xóa. Kết hợp với các kết quả trước đó, 22 trong số 54 gen protein ribosome E. coli có thể được tách lìa khỏi bộ gen. Tương tự, 16 protein ribosome (L1, L9, L15, L22, L23, L28, L29, L32, L33.1, L33.2, L34, L35, L36, S6, S20 và S21) đã được xóa thành công ở trực khuẩn Bacillus subtilis. Cùng với các báo cáo trước đây, 22 protein ribosome đã được chứng minh là không cần thiết trong B. subtilis, ít nhất là để tăng sinh tế bào.